# Schweizer Leichtathletik-Hallenmeisterschaften 2014
Die 33. Schweizer Leichtathletik-Hallenmeisterschaften 2014 (auch: SM Halle Aktive, SM Halle Elite) (französisch Championnats suisses d’athlétisme en salle 2014) sowie die Schweizer Hallenmeisterschaft im Mehrkampf fanden am 15. und 16. Februar 2014 in Magglingen statt.

## Männer

### 60 m
| Platz | Athlet              | Zeit (s) |
| ----- | ------------------- | -------- |
| 1     | Reto Amaru Schenkel | 6,70     |
| 2     | Pascal Mancini      | 6,77     |
| 3     | Bastien Mouthon     | 6,82     |

### 200 m
| Platz | Athlet          | Zeit (s) |
| ----- | --------------- | -------- |
| 1     | Bastien Mouthon | 21,60    |
| 2     | Steven Gugerli  | 22,01    |
| 3     | Dany Brand      | 22,13    |

### 400 m
| Platz | Athlet           | Zeit (s) |
| ----- | ---------------- | -------- |
| 1     | Luca Flück       | 49,31    |
| 2     | Christian Bättig | 49,44    |
| 3     | Johannes Wagner  | 49,74    |

### 800 m
| Platz | Athlet          | Zeit (min) |
| ----- | --------------- | ---------- |
| 1     | Roland Christen | 1:51,51    |
| 2     | Michael Curti   | 1:52,06    |
| 3     | Tom Elmer       | 1:53,24    |

### 1500 m
| Platz | Athlet         | Zeit (min) |
| ----- | -------------- | ---------- |
| 1     | Thomas Huwiler | 3:55,78    |
| 2     | Marco Kern     | 3:57,86    |
| 3     | Martin Knill   | 4:04,79    |

### 3000 m
| Platz | Athlet            | Zeit (min) |
| ----- | ----------------- | ---------- |
| 1     | Rolf Rüfenacht    | 8:31,66    |
| 2     | Fabian Jucker     | 8:39,58    |
| 3     | Alexandre Jodidio | 8:43,06    |

### 60 m Hürden (106,7)
| Platz | Athlet        | Zeit (s) |
| ----- | ------------- | -------- |
| 1     | Tobias Furer  | 7,98     |
| 2     | Michael Page  | 8,18     |
| 3     | Reto Vögeli   | 8,32     |
| 3     | Karim Manaoui | 8,32     |

### Hochsprung
| Platz | Athlet           | Höhe (m) |
| ----- | ---------------- | -------- |
| 1     | Roman Sieber     | 2,12     |
| 2     | Vivien Streit    | 2,09     |
| 3     | Michael Ravedoni | 2,03     |

### Stabhochsprung
| Platz | Athlet           | Höhe (m) |
| ----- | ---------------- | -------- |
| 1     | Marquis Richards | 5,20     |
| 2     | Patrick Schütz   | 5,00     |
| 3     | Dominik Alberto  | 4,80     |

### Weitsprung
| Platz | Athlet              | Weite (m) |
| ----- | ------------------- | --------- |
| 1     | Julien Fivaz        | 7,57      |
| 2     | Christopher Ullmann | 7,51      |
| 3     | Andreas Graber      | 7,11      |

### Dreisprung
| Platz | Athlet            | Weite (m) |
| ----- | ----------------- | --------- |
| 1     | Alexander Hochuli | 15,92     |
| 2     | Roman Sieber      | 14,92     |
| 3     | Simon Sieber      | 14,78     |

### Kugel (7,26 kg)
| Platz | Athlet         | Weite (m) |
| ----- | -------------- | --------- |
| 1     | Gregori Ott    | 16,05     |
| 2     | Thomas Bigler  | 15,34     |
| 3     | Sandro Ferrari | 15,20     |

### Fünfkampf
| Platz | Athlet          | Punkte |
| ----- | --------------- | ------ |
| 1     | Flavien Antille | 5527   |
| 2     | Luca Di Tizio   | 5269   |
| 3     | Simon Walter    | 5167   |

## Frauen

### 60 m
| Platz | Athlet            | Zeit (s) |
| ----- | ----------------- | -------- |
| 1     | Mujinga Kambundji | 7,33     |
| 2     | Léa Sprunger      | 7,37     |
| 3     | Marisa Lavanchy   | 7,43     |

### 200 m
| Platz | Athlet            | Zeit (s) |
| ----- | ----------------- | -------- |
| 1     | Léa Sprunger      | 23,48    |
| 2     | Mujinga Kambundji | 23,96    |
| 3     | Marisa Lavanchy   | 23,98    |

### 400 m
| Platz | Athlet             | Zeit (s) |
| ----- | ------------------ | -------- |
| 1     | Simone Werner      | 55,32    |
| 2     | Annina Fahr        | 55,69    |
| 3     | Vanessa Zimmermann | 55,80    |

### 800 m
| Platz | Athlet        | Zeit (min) |
| ----- | ------------- | ---------- |
| 1     | Selina Büchel | 2:07,15    |
| 2     | Lisa Kurmann  | 2:09,94    |
| 3     | Livia Müller  | 2:11,96    |

### 3000 m
| Platz | Athlet          | Zeit (min) |
| ----- | --------------- | ---------- |
| 1     | Valérie Lehmann | 9:35,65    |
| 2     | Astrid Leutert  | 9:37,17    |
| 3     | Delia Sclabas   | 9:41,33    |

### 60 m Hürden 84.0
| Platz | Athlet       | Zeit (s) |
| ----- | ------------ | -------- |
| 1     | Lisa Urech   | 8,14     |
| 2     | Noemi Zbären | 8,29     |
| 3     | Linda Züblin | 8,43     |

### Hochsprung
| Platz | Athlet            | Höhe (m) |
| ----- | ----------------- | -------- |
| 1     | Giovanna Demo     | 1,82     |
| 2     | Michelle Zeltner  | 1,80     |
| 3     | Deborah Vomsattel | 1,77     |

### Stabhochsprung
| Platz | Athlet         | Höhe (m) |
| ----- | -------------- | -------- |
| 1     | Nicole Büchler | 4,45     |
| 2     | Angelica Moser | 4,00     |
| 3     | Olivia Fischer | 3,90     |

### Weitsprung
| Platz | Athlet            | Weite (m) |
| ----- | ----------------- | --------- |
| 1     | Linda Züblin      | 6,03      |
| 2     | Valérie Reggel    | 5,78      |
| 3     | Cornelia Halbheer | 5,73      |

### Dreisprung
| Platz | Athlet           | Weite (m) |
| ----- | ---------------- | --------- |
| 1     | Barbara Leuthard | 13,11     |
| 2     | Fatim Affessi    | 12,40     |
| 3     | Isabelle Gysi    | 12,29     |

### Kugel (4,00 kg)
| Platz | Athlet           | Weite (m) |
| ----- | ---------------- | --------- |
| 1     | Michelle Zeltner | 14,18     |
| 2     | Lea Herrsche     | 13,79     |
| 3     | Valérie Reggel   | 13,05     |